# 세르게이 체피코프
세르게이 블라디미로비치 체피코프(러시아어: Серге́й Влади́мирович Че́пиков, 1967년 1월 30일~)는 러시아의 바이애슬론 선수, 정치인이다. 올림픽에 5회 참가하여 금메달 2개, 은메달 3개, 동메달 1개를 획득하였으며 세계 선수권 대회에서 금메달 2개, 은메달 9개, 동메달 3개를 획득했다.